# Matěj Valenta
Matěj Valenta (* 9. únor 2000 Praha) je český profesionální fotbalista, který hraje na pozici ofensivního záložníka za český klub FC Viktoria Plzeň. Je také bývalým českým mládežnickým reprezentantem.

## Klubová kariéra

### Mládežnické roky
Valenta je odchovancem pražské Slavie.

### Slavia Praha
Svou prvoligovou premiéru v dresu Slavie si odbyl v létě 2018, kdy nastoupil na závěr zápasu proti Teplicím. Zvládl také odehrát celý zápas MOL Cupu proti Ústí nad Labem a objevil se na střídačce v zápasech základní skupiny Evropské ligy proti Zenitu Petrohrad a Bordeaux, do utkání však ani jednou nenastoupil.
Slavia v dané sezóně vyhrála jak ligu, tak MOL Cup, a protože Valenta nastoupil do obou soutěží, mohl slavit vítězství v obou soutěžích také.

#### Ústí nad Labem (hostování)
Pro vyšší zápasové vytížení a nabírání zkušeností byl Valenta v lednu 2019 poslán na rok a půl dlouhé hostování do druholigového Ústí nad Labem. Za celou dobu nastoupil do 36 ligových zápasů, ve kterých vstřelil jednu branku. Odehrál také dvě utkání v rámci MOL Cupu.

### České Budějovice
Protože se trvale neprosadil do prvního týmu Slavie, přestoupil Valenta v létě 2020 do týmu prvoligových Českých Budějovic.

### Návrat do Slavie

#### Slovan Liberec (hostování)
V létě 2022 se navrátil Valenta do Slavie a v září zamířil na roční hostování do Slovanu Liberec.

#### Slovácko (hostování)
V létě 2023 odešel Valenta na další hostování, tentokráte do Slovácka.

### Viktoria Plzeň
V lednu 2024 bylo jeho hostování ve Slovácku předčasně ukončeno a Valenta bezprostředně po návratu do Slavie přestoupil do Viktorie Plzeň, se kterou podepsal víceletou smlouvu. Valenta byl společně s Lukášem Červem součástí transferu Jindřicha Staňka do Slavie.

## Reprezentační kariéra
Nastoupil celkově do 11 mezistátních utkání v dresu České republiky v mládežnických kategoriích do 18 a 19 let, vstřelil v nich 1 branku. Po několikaleté přestávce byl pak v březnu 2022 nominován na zápasy kvalifikace na Mistrovství Evropy do 21 let.

## Klubové statistiky
- aktuální k 12. březnu 2022

| Tým                        | Sezona            | Liga   | Liga   | Pohár  | Pohár  | Evropské poháry | Evropské poháry |
| Tým                        | Sezona            | Zápasy | Branky | Zápasy | Branky | Zápasy          | Branky          |
| -------------------------- | ----------------- | ------ | ------ | ------ | ------ | --------------- | --------------- |
| SK Slavia Praha            | 2018/19           | 1      | 0      | 1      | 0      | -               | -               |
| FK Ústí nad Labem          | 2018/19 (2. liga) | 8      | 0      | -      | -      | -               | -               |
| FK Ústí nad Labem          | 2019/20 (2. liga) | 28     | 1      | 2      | 0      | -               | -               |
| SK Dynamo České Budějovice | 2020/21           | 19     | 1      | 1      | 0      | -               | -               |
| SK Dynamo České Budějovice | 2021/22           | 13     | 1      | 2      | 0      | -               | -               |
| Celkem                     | Celkem            | 69     | 3      | 6      | 0      | 0               | 0               |

## Úspěchy
- 1x Mistr české ligy 2018/19
- 1x Vítěz MOL Cupu 2018/19